# Kazimierz Czaplicki

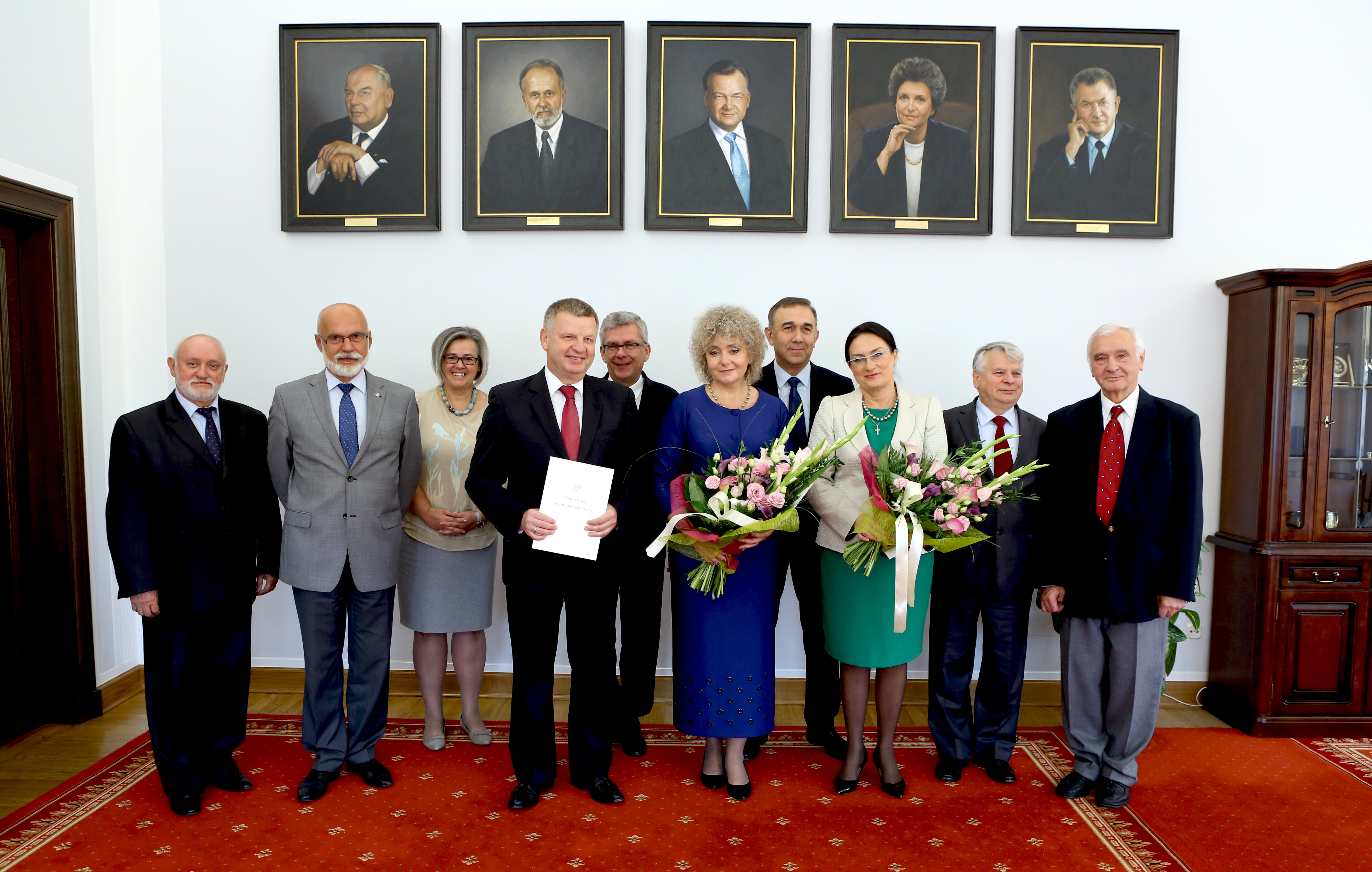
Kazimierz Czaplicki (pierwszy z lewej) w Senacie podczas uroczystości wręczenia trojgu nowo wybranym senatorom zaświadczeń o wyborze (2014)

Kazimierz Wojciech Czaplicki (ur. 17 lutego 1945 w Wołominie, zm. 27 października 2018 w Warszawie) – polski prawnik, urzędnik państwowy, organizator, długoletni kierownik i następnie szef Krajowego Biura Wyborczego.

## Życiorys
Syn Henryka i Krystyny. Ukończył studia w zakresie administracji na Wydziale Prawa i Administracji Uniwersytetu Warszawskiego. Od lat 70. był zatrudniony w administracji terytorialnej różnych szczebli. Później pracował w Kancelarii Rady Państwa, dochodząc do stanowiska zastępcy dyrektora Biura Rad Narodowych. Od 1989 do 1991 pełnił funkcję szefa sekretariatu ówczesnej Państwowej Komisji Wyborczej. W 1991 marszałek Sejmu Mikołaj Kozakiewicz powołał go na stanowisko kierownika nowo utworzonego Krajowego Biura Wyborczego. Z urzędu objął równocześnie funkcję sekretarza PKW.
Był działaczem Stowarzyszenia Europejskich Urzędników Wyborczych (ACEEEO, Association of European Election Officials), zasiadał w jej zarządzie.
19 listopada 2014 złożył rezygnację z funkcji szefa KBW i sekretarza PKW z dniem 1 grudnia 2014 w związku z nieprawidłowościami w działaniu systemu informatycznego wykorzystanego podczas wyborów samorządowych w 2014. W negatywnej opinii o wykonaniu budżetu państwa w 2014 w części 11 (KBW) Najwyższa Izba Kontroli stwierdziła wielokrotne naruszanie przepisów prawa zamówień publicznych i nieskuteczny nadzór szefa KBW nad realizacją zamówień publicznych w podległej mu jednostce.
Zmarł 27 października 2018; został pochowany na cmentarzu Wolskim.

## Publikacje
Był autorem, współautorem i redaktorem licznych publikacji, takich jak Samorządowe prawo wyborcze. Komentarz (Kraków 2006), Ustawa o referendum lokalnym. Komentarz (Warszawa 2007), Kodeks wyborczy (Warszawa 2014), a także opracowań wyników wyborów w Polsce.

## Odznaczenia
Odznaczony Krzyżem Komandorskim Orderu Odrodzenia Polski (2011). Uroczystość odznaczenia odbyła się 11 listopada 2012.